# マノーハル・ジョーシー
マノーハル・ガジャナン・ジョーシー（英語: Manohar Gajanan Joshi、1937年12月2日 - 2024年2月23日）は、インドの政治家。1976年から1977年までムンバイの市長を務めた。1995年から1999年までマハーラーシュトラ州の首相を務め、2002年から2004年までローク・サバーの議長を務めた。シヴ・セーナーの著名な指導者の一人である。孫娘のシャルヴァリ・ワーグは女優として活動している。

## 出自
ジョーシーは、マハーラーシュトラ州ライガッド出身のマラーティー語を喋るバラモン系の家庭に生まれた。

## 経歴
シヴ・セーナーから立法評議会に選出され、政治家としてのキャリアを始め、1972年から1989年まで3期務めた。1976年から1977年まではムンバイの市長を務めた。1990年にシヴ・セーナーから立法議会に選出された。
1995年にシヴ・セーナー＝インド人民党（BJP）連合が政権を握ったとき、ジョーシーはマハーラーシュトラ州の首相となり、歴代初の非インド国民会議の首相となった。
2002年から2004年までは、ローク・サバーの議長を務めた。
2024年2月23日の未明3時ごろにムンバイで死去。86歳没。